# Mélissa Plaza
Pour les articles homonymes, voir Plaza.
Mélissa Plaza (née le 28 juillet 1988 à Saint-Gaudens) est une footballeuse internationale, essayiste et slameuse française.
Évoluant au poste de milieu de terrain, elle commence sa carrière professionnelle à l'ESOFV La Roche-sur-Yon en 2003. Après avoir passé six saisons dans son club formateur et avoir connu les promotions et relégations de Division 1, elle signe en 2013 à l'Olympique lyonnais. Elle connaît sa première sélection en équipe de France le 22 avril 2009 face à la Suisse. Elle met un terme à sa carrière de footballeuse en 2017.
Elle est également docteure en psychologie sociale.
Victime d'inceste puis de pervers narcissiques, elle écrit en 2019 Pas pour les filles ?, puis sombre des conséquences d'une longue phase d'amnésie traumatique, pour se reconstruire en 2022 à travers le slam.

## Biographie

### Carrière en club
1999-2000 - Benjamine au C. S. Saint-Pierre-en-Faucigny (Haute-Savoie)

2000-2001 - Équipe des 13/16 ans au C. S. Saint-Pierre-en-Faucigny (Haute-Savoie)
- À ESOFV La Roche-sur-Yon :

Alors qu'elle fait sa première apparition dans le groupe professionnel de La Roche ESOF à seulement 16 ans, elle ne joue qu’occasionnellement dans l'équipe première durant les deux premières saisons avant de devenir une titulaire indiscutable dans le milieu vendéen. 
- Au Montpellier Hérault SC :

En 2009, elle signe au  Montpellier Hérault SC où elle continue sa progression au sein d'un club plus ambitieux. En 2012, elle participe à la finale de la Coupe de France, perdue face à l'Olympique lyonnais sur le score de deux buts à un.

### Carrière internationale
Elle fait sa première apparition en équipe de France le 22 avril 2009 face à la Suisse[réf. nécessaire] puis une seconde apparition contre la Croatie le 23 septembre 2009[réf. nécessaire], entre-temps elle n'est pas retenue pour l'Euro 2009[réf. nécessaire].
Mélissa Plaza a également joué en équipe de France des moins de 20 ans participant au mondial 2008 au Chili[réf. nécessaire].

### Études et formations
Mélissa Plaza a obtenu, en parallèle de sa carrière de footballeuse, un doctorat en psychologie du sport le 16 juin 2016 avec pour titre de thèse « Stéréotypes sexués explicites et implicites en contexte sportif : réalité, évolution, et lien avec les comportements d’engagement sportif »,.

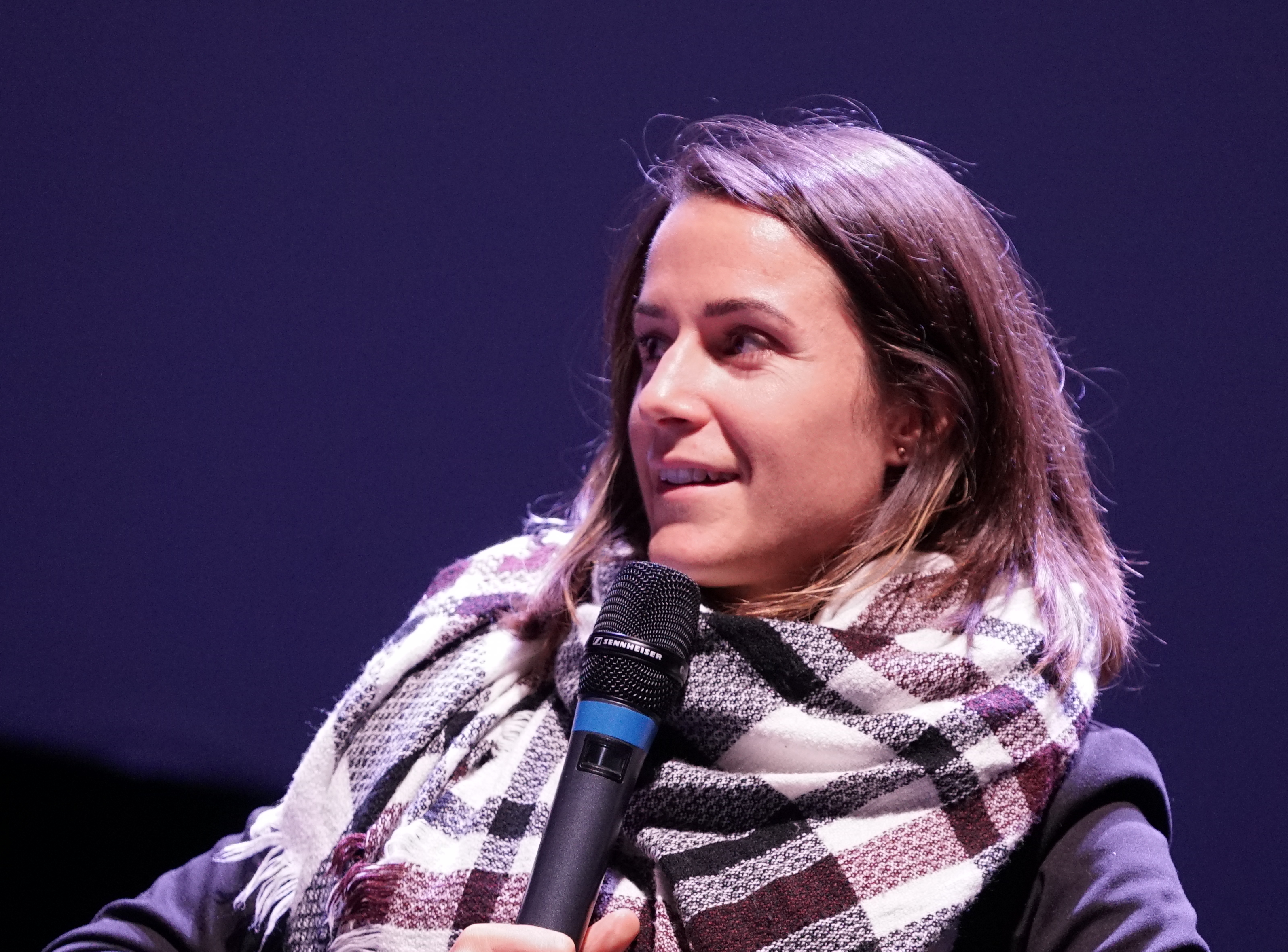
Mélissa Plaza en conférence autour de son livre.

En 2019, elle écrit le livre Pas pour les filles ?.

## Statistiques

### En équipe nationale
Mélissa Plaza totalise deux capes avec l'équipe de France.
| Date              | Adversaire | Score | Compétition   | Lieu                                    | Commentaires                          |
| ----------------- | ---------- | ----- | ------------- | --------------------------------------- | ------------------------------------- |
| 22 avril 2009     | Suisse     | 2-0   | Match amical  | Stade Gaston Gérard, Dijon, France      | Remplaçante (entre à la 75e minute)   |
| 23 septembre 2009 | Croatie    | 0-7   | Élim. Mondial | Stadion ŠRC Zaprešić, Zaprešić, Croatie | Titulaire (remplacée à la 56e minute) |

### En club
| Saison                | Club                   | Championnat           | Championnat | Championnat | Coupe(s) nationale(s) | Coupe(s) nationale(s) | Compétition(s) continentale(s) | Compétition(s) continentale(s) | Compétition(s) continentale(s) | Total | Total |
| Saison                | Club                   | Division              | M.          | B.          | M.                    | B.                    | Comp.                          | M.                             | B.                             | M.    | B.    |
| 2003-2004             | ESOFV La Roche-sur-Yon | Division 1            | 7           | 0           | -                     | -                     | -                              | -                              | -                              | 7     | 0     |
| 2004-2005             | ESOFV La Roche-sur-Yon | Division 2            | -           | -           | -                     | -                     | -                              | -                              | -                              | 0     | 0     |
| 2005-2006             | ESOFV La Roche-sur-Yon | Division 1            | 22          | 2           | -                     | -                     | -                              | -                              | -                              | 22    | 2     |
| 2006-2007             | ESOFV La Roche-sur-Yon | Division 1            | 22          | 0           | -                     | -                     | -                              | -                              | -                              | 22    | 0     |
| 2007-2008             | ESOFV La Roche-sur-Yon | Division 1            | 21          | 0           | 1                     | 1                     | -                              | -                              | -                              | 22    | 1     |
| 2008-2009             | ESOFV La Roche-sur-Yon | Division 2            | 21          | 6           | 3                     | 2                     | -                              | -                              | -                              | 24    | 8     |
| Sous-total            | Sous-total             | Sous-total            | 93          | 8           | 4                     | 3                     | -                              | -                              | -                              | 97    | 11    |
| 2009-2010             | Montpellier HSC        | Division 1            | 22          | 1           | 5                     | 2                     | C1                             | 9                              | 1                              | 36    | 4     |
| 2010-2011             | Montpellier HSC        | Division 1            | 19          | 0           | 3                     | 0                     | -                              | -                              | -                              | 22    | 0     |
| 2011-2012             | Montpellier HSC        | Division 1            | 11          | 1           | 5                     | 0                     | -                              | -                              | -                              | 16    | 1     |
| 2012-2013             | Montpellier HSC        | Division 1            | 18          | 0           | 5                     | 0                     | -                              | -                              | -                              | 23    | 0     |
| Sous-total            | Sous-total             | Sous-total            | 70          | 2           | 18                    | 2                     | -                              | 9                              | 1                              | 97    | 5     |
| 2013-2014             | Olympique lyonnais     | Division 1            | 14          | 0           | -                     | -                     | C1                             | 1                              | 0                              | 15    | 0     |
| 2014-2015             | Olympique lyonnais     | Division 1            | 2           | 0           | -                     | -                     | C1                             | -                              | -                              | 2     | 0     |
| Sous-total            | Sous-total             | Sous-total            | 16          | 0           | -                     | -                     | -                              | 1                              | 0                              | 17    | 0     |
| 2015-2016             | En Avant de Guingamp   | Division 1            | 10          | 2           | -                     | -                     | -                              | -                              | -                              | 10    | 2     |
| Sous-total            | Sous-total             | Sous-total            | 10          | 2           | -                     | -                     | -                              | -                              | -                              | 10    | 2     |
| Total sur la carrière | Total sur la carrière  | Total sur la carrière | 189         | 12          | 22                    | 5                     | -                              | 10                             | 1                              | 221   | 18    |

## Palmarès
- Championnat de France : 2014, 2015
- Médaille d'or avec l'équipe de France aux JO universitaires 2015 à Gwangju, en Corée du Sud.

## Ouvrage
- Pas pour les filles ?, Robert Laffont, 9 mai 2019, 270 p. (ISBN 9782221219003, présentation en ligne).